# Путтерлик, Алоиз
Алоиз Путтерлик (нем. Aloys Putterlick; 1810—1845) — австрийский врач и ботаник.

## Биография
Алоиз Путтерлик родился в Иглау 3 мая 1810 года. До 1832 года учился на врача, затем, под влиянием итальянского ботаника-криптогамолога Санто Гаровальо занялся изучением ботаники. Несмотря на то, что сначала Путтерлик также изучал в основном тайнобрачные растения, он не выпустил ни одной статьи, посвящённой им.
В 1839 году в Венском университете Путтерлик получил степень доктора медицины. Диссертация представляла собой монографию рода Pittosporum. В это же время Алоиз Путтерлик вместе со Штефаном Эндлихером работал над пополнением информацией книги Теодора Неса Genera plantarum florae germanicae, продолженной Фридолином Шпеннером. В 1843—1845 вышли части книги XXII—XXIV, автором текста которых были Путтерлик и Эндлихер.
Путтерлик работал ассистентом хранителя в Императорском научном кабинете в Вене.
29 июля 1845 года в Вене Алоиз Путтерлик умер.

## Некоторые научные работы
- Putterlick, A. Synopsis Pittosporearum. — Vindobonae: apud Fridericum Beck, 1839. — 30 p.

## Растения, названные в честь А. Путтерлика
- Putterlickia Endl., 1840